# Kaiserstraße 16 (Quedlinburg)

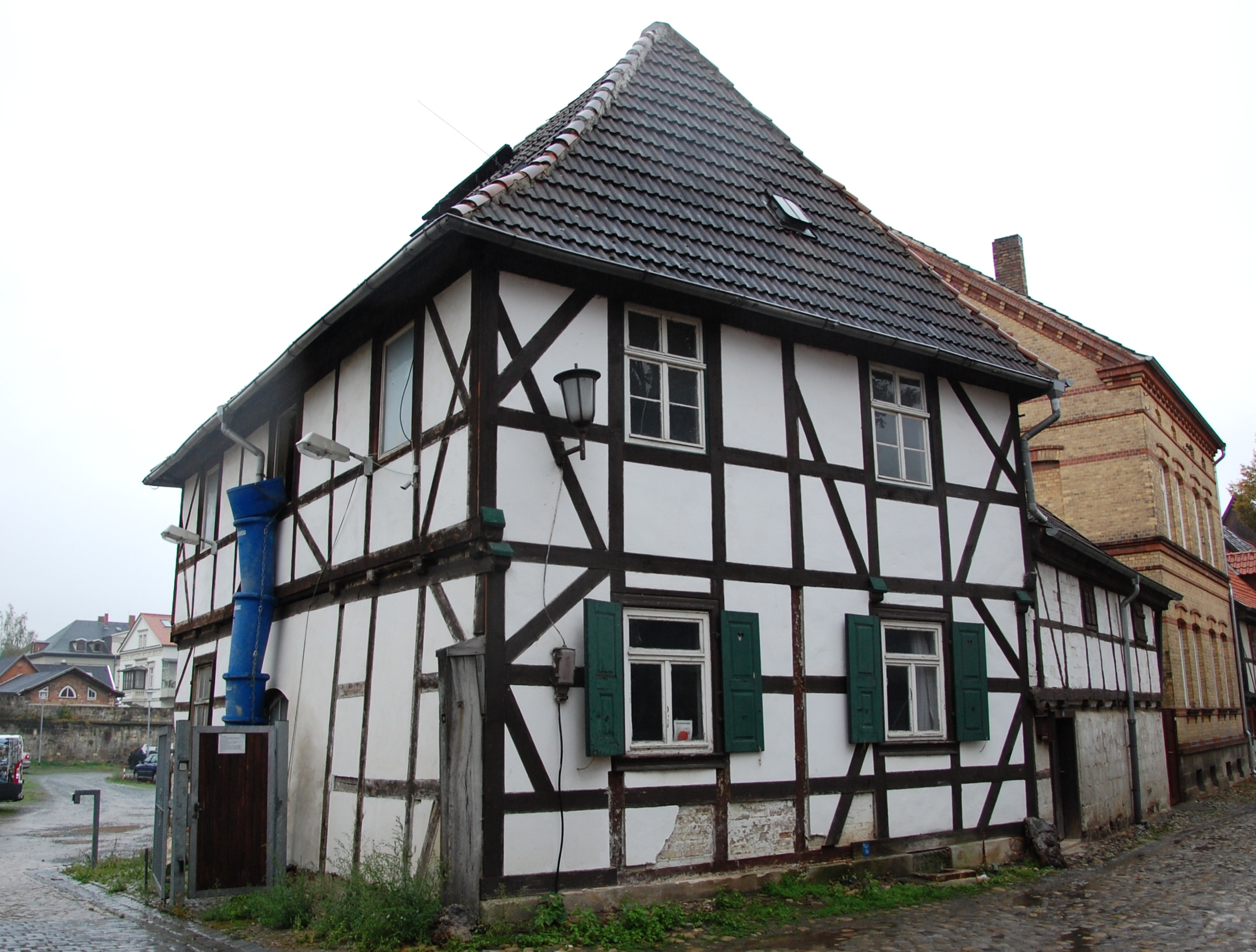
Kaiserstraße 16

Das Haus Kaiserstraße 16 ist ein denkmalgeschütztes Gebäude in der Stadt Quedlinburg in Sachsen-Anhalt.

## Lage
Es befindet sich in der historischen Quedlinburger Neustadt auf der Südseite der Kaiserstraße und ist im Quedlinburger Denkmalverzeichnis als Ackerbürgerhof eingetragen. Östlich des Anwesens verläuft die historische Quedlinburger Stadtbefestigung.

## Architektur und Geschichte
Das zweigeschossige in Fachwerkbauweise errichtete Wohnhaus ist mit seinem Giebel zur Kaiserstraße hin ausgerichtet. Es entstand im 17. Jahrhundert. Das Fachwerk ist mit der Fachwerkfigur des Halben Manns verziert. Zwei zum Hof gehörende Wirtschaftsgebäude entstanden im 18. Jahrhundert ebenfalls als Fachwerkgebäude.
Die Grundstückseinfriedung ist zum Teil aus Sandsteinquadern ausgeführt.